# Втрати силових структур внаслідок російського вторгнення в Україну (серпень 2023)
У статті наведено список втрат українських військовослужбовців у російсько-українській війні за серпень 2023 року (включно).

## Список загиблих за серпень 2023 року
ЛОНСЬКИЙ Олег Анатолійович ("Граф") 
05.08.23

| Герой України |

| Орден «За мужність» ІІІ ступеня |

| Орден «Народний Герой України» |

| Почесний громадянин міста Тернополя |

| Орден «За мужність» ІІІ ступеня |

| Орден «За мужність» ІІІ ступеня |

| Герой України |

| Орден «За мужність» ІІ ступеня | Орден «За мужність» ІІІ ступеня |

| Орден «За мужність» ІІІ ступеня |

| Орден «За мужність» ІІІ ступеня |

| Орден «За мужність» ІІІ ступеня |

| Орден «За мужність» ІІІ ступеня |

| Орден «За мужність» ІІІ ступеня |

| Герой України |

| Орден Богдана Хмельницького I ступеня (Україна) | Орден Богдана Хмельницького II ступеня (Україна) | Орден Богдана Хмельницького III ступеня (Україна) |

| Пам'ятний знак «За воїнську доблесть» (Міністерство оборони України) | Нагрудний знак «Учасник АТО» |